# Bournoncle-Saint-Pierre
Bournoncle-Saint-Pierre è un comune francese di 1 040 abitanti situato nel dipartimento dell'Alta Loira della regione dell'Alvernia-Rodano-Alpi.

## Società

### Evoluzione demografica
Abitanti censiti